# Patima roșie
Patima roșie este o piesă de teatru din 1916; o tragicomedie în 3 acte scrisă de Mihail Sorbul. Dramaturgul își subintitulează piesa "Comedie tragică în trei acte". 
A fost scrisă inițial ca Amoruri anormale (1908-1909) și a avut prima reprezentație la  3 martie 1916 ca Patima roșie cu Elvira Popescu în rolul Tofanei. Premiera a fost jucată pe scena Teatrului National din București. Spectacolul a avut un mare succes în rândul publicului, neobișnuit cu teme îndrăznețe, dar și în presa vremii. Critica teatrală a reacționat pozitiv, consacrându-l definitiv pe autor intre dramaturgii de valoare ai literaturii romane.   Teatrul Mic a avut un tur cu acest spectacol în Paris în 1923, iar presa locală a comparat eroina sa cu Fedra lui Jean Racine.

## Titlul
Titlul face trimitere la "patima" pentru sânge a bunicului Tofanei și al vărului Sbilț, personajele centrale ale tragediei.

## Prezentare
Povestea are loc în București "înainte de primul război mondial".
Tofana Sbilț este studentă în ultimul an la Litere și Filosofie. Ea se folosește de averea și familia influentă a lui Castriș, care o întreține de 4 ani, pentru a-și lua licența și a obține un post de profesoară în capitală. Când Tofana îl întâlnește pe craiul Rudy venit din Europa, vechi prieten al lui Castriș, ea se îndrăgostește nebunește de acesta. Rudy dorește însă altceva de la viață, nu mai vrea să trăiască în desfrâu. În acest scop vrea s-o ia de soție pe Crina, prietena Tofanei, o provincială simplă și cuminte. Pe Crina o mai iubește și vărul Tofanei, Sbilț, care surprinde o scenă intimă între Crina și Rudy. Gelos, vărul Tofanei dă toate cărțile pe față: Castriș află de trădarea Tofanei, Tofana află de trădarea lui Rudy. Sângele năvalnic al familiei Sbilț îi ia Tofanei mințile, care urmează prezicerile vărului ei, împușcându-l pe Rudy, apoi sinucigându-se.

## Personaje
- Tofana Șbilț
- Castriș
- Rudy
- Crina
- Șbilț, vărul Tofanei

## Teatru radiofonic
Cu Olga Tudorache, Radu Beligan, Fory Etterle, Constantin Bărbulescu, Tina Ionescu.